# André-Giraud Pindi Mwanza Mayala
André-Giraud Pindi Mwanza Mayala, né le 22 juillet 1964 à Kindomingielo, est Evêque du diocèse de Matadi depuis 2022 après avoir été Vicaire général et Administrateur apostolique sede vacante du même diocèse. Il est docteur in utroque iure de l’Université pontificale de Latran.

## Biographie
Après ses études au petit séminaire de Kibula, André-Giraud Pindi entre au grand séminaire interdiocésain St Robert Bellarmin pour les études de philosophie de 1984 à 1988, puis au grand séminaire Saint Jean XXIII de Kinshasa de 1988 à 1993. Il est ordonné prêtre en 1994. Après une licence en droit canon aux Facultés catholiques (actuelle université catholique du Congo) en 1997, il passe quatre ans à la paroisse Notre-Dame de la Sagesse de l’université de Kinshasa. Puis, de 2002 à 2006, il poursuit les études de doctorat in utroque iure à l’université pontificale de Latran à Rome.
De 2006 à 2019, il est envoyé comme prêtre fidei donum au diocèse de Lausanne, Genève et Fribourg en Suisse. Successivement, il est curé in solidum à Bulle (2006-2013), puis curé modérateur à Nyon et Founex dans l’unité pastorale Nyon-Terre Sainte (2013-2019),. Pendant ce séjour, il est aussi défenseur de lien au tribunal diocésain.
En 2017, il décroche un certificat de la Rote romaine sur « Il nuovo processo matrimoniale e la procedura super rato ».
En 2019, il est nommé vicaire général du diocèse de Matadi par Daniel Nlandu Mayi.
En 2021, il est nommé administrateur apostolique sede vacante de Matadi par le pape François.
Le 23 avril 2022, il est nommé par le pape François, évêque du diocèse de Matadi. Il est consacré évêque le 16 juillet 2022 par le cardinal Fridolin Ambongo.
En juin 2024, il est élu président de la Commission épiscopale pour les Affaires Juridiques de la Conférence épiscopale nationale du Congo (CENCO) et président adjoint du Conseil d’administration de l’Université catholique du Congo.

## Héraldique et devise
Les armoiries de André-Giraud Pindi Mwanza Mayala se blasonnent ainsi : le chapeau de sinople avec la cordelière à six houppes est le symbole ordinaire du blason de l’Evêque. La croix processionnelle est le signe de l’ordre épiscopal ; elle est posée en pal derrière l’écu à une traverse pour les évêques.
L’Esprit Saint, sous forme de la Colombe (cf. Mt 3, 16), descend du ciel bleu en rayon vers nous et se répand en Langues de feu, comme à la Pentecôte (cf. Ac 2, 3). Sept langues de feu qui symbolisent les Sept dons de l’Esprit : Sagesse, Intelligence, Science, Force, Conseil, Piété, Crainte de Dieu. Certains y verront aussi les 7 doyennés du Diocèse de Matadi. Sous le bleu céleste sont les couleurs du Vatican, jaune et blanche, serment de fidélité à l’Eglise catholique romaine et au Pontife romain, Pasteur Suprême, Successeur dans la primauté du Bienheureux Apôtre Pierre et Chef du Collège des Evêques. Le symbole du Sacré-Cœur de Jésus, reconnaissable par la couronne d’épines qui l’entoure, est aussi symbole de nos cœurs qui, se remplissant du feu de l’amour divin, deviennent des cœurs sacrés. Le M bleu aux formes douces signes de la tendresse et la douceur maternelles symbolise la Vierge Marie qui protège délicatement le M mauve de Matadi, à la couleur épiscopale, modelé dans la même douceur. Le bras allongé de M de Marie s’ouvre à l’accueil d’autres enfants sous sa protection maternelle sans se refermer sur le M diocésain. Le M diocésain n’est pas parfait pour symboliser les faiblesses humaines. 
Concernant sa devise épiscopale : « Infunde Amorem Cordibus » (Remplis l’amour dans les cœurs) tirée de l’hymne Veni Creator Spiritus. Il fait partie d’un tout où à l’Esprit Saint est demandé d’abord d’éclairer nos sens de sa lumière, puis de remplir nos cœurs de son amour et d’affermir par sa force la faiblesse de notre corps. Cette devise laisse la place à l’Esprit Saint qui vient au secours du ministère de la Parole de Dieu, comme au début de l’Eglise et du vécu de tout chrétien.

## Publications
- La procédure de nullité matrimoniale devant l'évêque diocésain, Paris, L'Harmattan, 2018 (lire en ligne)
- La protection de l'enfance contre les délits sexuels dans l'église, l'Harmattan, coll. « Afrique théologique & spirituelle », 2013 (ISBN 978-2-343-01803-4)
- Méditations dominicales d'un curé de paroisse, l'Harmattan, coll. « Religions et spiritualité », 2016 (ISBN 978-2-343-08953-9)
- La procédure de nullité matrimoniale devant l'évêque diocésain: selon Mitis iudex Dominus Iesus, Éditions l'Harmattan, coll. « Religions et spiritualité », 2018 (ISBN 978-2-343-14593-8)